# 西安交通大学经济与金融学院
陕西财贸学院是存在于1956年到2000年的一所陕西省财经学院，后改名陕西财经学院。2000年与西安交通大学、西安医科大学合并，成为新的西安交通大学经济与金融学院。